# Stade Juvenal Lamartine
Le Stade Juvenal Lamartine (en portugais : Estádio Juvenal Lamartine), également connu sous le nom de Stadium Juvenal Lamartine, est un stade de football brésilien situé à Tirol, quartier de la ville de Natal, dans l'État du Rio Grande do Norte.
Le stade, doté de 5 000 places et inauguré en 1928, sert d'enceinte à domicile aux équipes de football de l'Alecrim Futebol Clube, de l'América de Natal et du Clube Atlético Potengi.
Le stade porte le nom de Juvenal Lamartine de Faria, avocat et homme politique brésilien originaire de la région.

## Histoire
Le stade est inauguré le 12 octobre 1928, lors d'une victoire 5-2 des locaux de l'ABC FC sur le Cabo Branco (le premier but au stade étant inscrit par Deão, joueur de l'ABC).
Jusqu'en 1946, les matchs ne se jouent qu'en journée, le stade ne disposant pas alors de système d'éclairage. Le premier système d'éclairage au stade Juvenal Lamartine est inauguré le 13 juillet 1946 à 20h45, lors du match entre América de Natal et Treze.
Le 4 février 1968, la star brésilienne Garrincha porte le n°7 de l'Alecrim FC lors d'un match amical au stade contre le Sport Club do Recife devant 6 000 spectateurs.
Le 23 avril 1972 a lieu le dernier derby entre l'ABC et l'América de Natal au stade Juvenal Lamartine.